# Zanzia vanderplanki
Zanzia vanderplanki är en insektsart som beskrevs av Capener 1968. Zanzia vanderplanki ingår i släktet Zanzia och familjen hornstritar. Inga underarter finns listade i Catalogue of Life.